# Régine Verelle
 (septembre 2012).
Si vous disposez d'ouvrages ou d'articles de référence ou si vous connaissez des sites web de qualité traitant du thème abordé ici, merci de compléter l'article en donnant les références utiles à sa vérifiabilité et en les liant à la section « Notes et références ».
Regine Verelle (Verhelst), née le 6 avril 1952 à Liège est une comédienne belge.

## Biographie
Elle débute au théâtre du Gymnase à Liège à 15 ans et travaille également au théâtre du Proscenium, théâtre Arlequin . Elle fait partie de la bande du café-théâtre Chez Sullon. Après quelques années passées en Afrique (Pointe-Noire, Congo Brazzaville), elle travaille au Club Méditerranée et rentrée en Belgique, est engagée au Théâtre royal des Galeries à l'année. 
On la voit notamment aux côtés de Christiane Lenain, Serge Michel, Jean-Pierre Loriot,Alexandra Vandernoot, Pascal Racan, Jean Hayet et Stéphane Steeman qu'elle épousera en 1987. 
Meneuse de la Revue des Galeries pendant de nombreuses années, on la retrouve également à la 
télévision dans le rôle de la belle-fille de Madame Gertrude dans l'émission Bon week-end de la RTBF aux côtés de son mari et de Bernard Perpète - émission présentée par Bernard Faure et ensuite par Olivier Lejeune. Elle participa aux spectacles Plus Belge que ça 1 et 2 et à la pièce Madame Gertrude et les autres. 
Elle sera également aux génériques de plusieurs films dont "les nuages bleus"de T.Talado, "les dedales d'Icare" de A.Rocourt avec Frédéric François, "Le Trésor de Barbe Rouge" (J'ai eu dur") aux côtés de Stéphane Steeman, Jean Hayet, Jo Rensonnet.
Elle vit actuellement dans le sud de la France, Son mari, l'humoriste Stéphane Steeman est décédé à Fréjus le 23 janvier 2015 des suites d'un infarctus.
Elle a participé au spectacle de l'humoriste Zidani "Arlette l'ultime combat" en 2017.